# II Congresso Olimpico
Il II Congresso Olimpico venne organizzato dal Comitato Olimpico Internazionale dal 23 al 31 luglio 1897 a Le Havre, in Francia.

## Il congresso
Nel 1897 Pierre de Coubertin, presidente del Comitato Olimpico Internazionale, decise di convocare un Congresso Olimpico ad un anno dai Giochi della I Olimpiade e di affidare la sede dell'incontro alla Francia, sia per l'avvicinarsi delle Olimpiadi di Parigi del 1900, sia per favorire lo sviluppo del movimento olimpico in questa nazione. Il nobile scelse Le Havre come città designata ad ospitare il Congresso dal momento che questa era la residenza estiva del Presidente francese Félix Faure, che accettò di divenire Presidente onorario della riunione. De Coubertin respinse quindi le pressioni tedesche e ungheresi che auspicavano l'assegnazione della riunione rispettivamente a Berlino e a Budapest. Tenuti nel municipio della città francese, gli incontri videro la presenza di 59 delegati (tra cui 6 membri del CIO), di cui 47 erano francesi, mentre tra le nazioni rappresentate a Le Havre vi erano la Boemia, la Germania, il Regno Unito, gli Stati Uniti d'America, l'Italia, Ungheria, Russia, Spagna e Svezia.

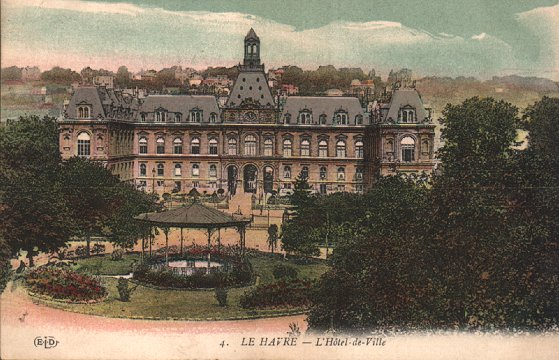
Il Municipio di Le Havre, sede del II Congresso Olimpico.

Sebbene il temi principali di questo congresso fossero l'igiene, l'educazione e la storia in rapporto all'educazione fisica, il Comitato Olimpico Internazionale doveva rispondere alla volontà del popolo e delle istituzioni greche di ospitare in modo permanente i Giochi olimpici dell'era moderna, che ritenevano un'eredità di loro competenza e contestavano quindi la volontà del CIO di spostare la sede dei Giochi in una nazione diversa ogni quattro anni. Questa richiesta venne respinta, sia per favorire l'internazionalizzazione e lo sviluppo del movimento olimpico, sia per l'attacco militare dell'esercito greco alla Turchia nel febbraio 1897, che aveva dato il via alla guerra greco-turca, atteggiamento contrario agli ideali olimpici che perseguivano la pace e l'uguaglianza tra i popoli. Il CIO propose comunque al re di Grecia Giorgio I di organizzare un evento sportivo a metà di un'Olimpiade, negli anni pari non olimpici, con la prima manifestazione nel 1906 per dar modo di organizzare al meglio i Giochi, offerta che il re accettò seppur con scarso entusiasmo.
Riguardo ai punti che furono ufficialmente alla base del Congresso, si tennero due distinti gruppi di lavoro: uno relativo alla "Pedagogia e Igiene", che deliberò vari suggerimenti pedagogici e sportivi per gli istituti scolastici, e uno incentrato sulle "Domande sulla Pratica Sportiva", il quale confermò l'assegnazione dei Giochi della II Olimpiade a Parigi, da tenersi in contemporanea con l'Esposizione Universale e assicurandosi anche l'appoggio del Presidente Faure, e stabilì alcune norme riguardanti gli sport partecipanti alle Olimpiadi. Tra i partecipanti al Congresso, che continuò a porre le basi del principi olimpici e dell'organizzazione delle future competizioni, vi fu anche lo scrittore e religioso domenicano Henri Didon, ideatore del motto olimpico, che il quarto giorno del meeting tenne un discorso relativo all'importanza dell'esercizio fisico nella formazione e nello sviluppo caratteriale dei giovani e sull'"influenza morale degli sport atletici".